# فيدريراس
بلدية فيدريراس (بالإسبانية: Vidreras) هي بلدية تقع في مقاطعة جرندة التابعة لمنطقة كتالونيا شمال شرق إسبانيا.

## الديموغرافيا
بلغ عدد سكان بلدية فيدريراس 7.661 نسمة عام 2011 (وفقاً للمعهد الوطني الإسباني للإحصاء).
| 4.095 | 4.489 | 5.287 | 6.215 | 7.016 | 7.430 | 7.661 |

## أعلام
- مارتي فيرجيس